# Ghisbert Martin Cort Heyligers
Ghisbert Martin Cort Heyligers, né le 26 juillet 1770 à Heusden (Belgique), mort le 16 novembre 1849 à Deventer (Pays-Bas), est un général belge de la Révolution et de l’Empire.

## États de service
Il entre en service le 5 mars 1788 comme second lieutenant dans le Régiment Royal-Liégeois et il démissionne le 15 juillet 1791.
Le 9 juillet 1795 il devient capitaine au service de la Hollande, puis de la République Batave de 1800 à 1801 et il est nommé major le 31 décembre 1805. Lieutenant-colonel le 4 juin 1806, il prend les fonctions de major dans le régiment de grenadiers de la garde royale hollandaise le 15 juillet 1806. Il est fait chevalier de l’ordre royal du mérite le 1er janvier 1807 et il est nommé colonel le 23 mars 1808.
Il est promu général de brigade au service de la Hollande le 7 novembre 1809 et il est élevé à la distinction de commandeur de l’Ordre de l'Union le 16 février 1810. Après la dissolution du Royaume de Hollande, l’Empereur le nomme général de brigade au service de la France le 10 novembre 1810 et il lui confie le commandement du département de Trasimène le 24 décembre 1810.
Le 20 avril 1811 il commande la 4e brigade de la 3e division dans le corps d’observation d’Italie. Il est fait commandeur de l’ordre de la réunion le 29 février 1812. Il rejoint avec sa brigade le 5 août 1812, le 4e corps de la Grande Armée et le 14 novembre 1812, il est blessé et fait prisonnier à la bataille de Smoliani.
De retour en France le 15 août 1814, il démissionne de l’armée française avec le grade de lieutenant-général le 9 novembre 1814.
Il devient lieutenant-général honoraire hollandais en 1815.

## Sources
- (en) « Generals Who Served in the French Army during the Period 1789 - 1814: Eberle to Exelmans »
- Thierry Pouliquen, « Les généraux français et étrangers ayant servis [sic] dans la Grande Armée » (consulté le 17 janvier 2014)
- (pl) « Napoléon.org.pl »